# Lucheng
Lucheng (en chino simplificado, 鹿城区; pinyin, Lùchéng qū) es un distrito urbano bajo la administración directa de la ciudad-prefectura de Wenzhou. Se ubica en la provincia de Zhejiang, este de la República Popular China. Su área es de 290 km² y su población total para 2010 fue cerca a los 1,3 millones de habitantes.

## Administración
El distrito de Lucheng se divide en 14 pueblos que se administran en 12subdistritos y 2 poblados.